# کاپرونی کا.۱
کاپرونی کا.۱ (به انگلیسی: Caproni Ca.1)، هواپیمای دو باله آموزشی بود که در سال ۱۹۱۰ در ایتالیا ساخته شد. این هواپیما، اولین هواپیمایی که بود که توسط گیانی کاپرونی طراحی و ساخته شد. اگرچه این فرد پیشتر نیز در ساخت هواگردهای بدون موتور با هنری کوآندا همکاری داشته. کا یک، دارای نوعی طراحی غیرقابل معمول بود با داربست‌هایی مستطیلی و بدون پوشش به عنوان بدنه. اگرچه موتور این هواپیما در دماغه نصب شده بود، اما دو پروانه که در طول بال و در دو طرف آن نصب شده بودند را میچرخاند. ارابه‌های فرود آن شامل دو چرخ اصلی بود که آرایشی موازنه داشت، به همراه چرخ‌های پایه‌ای در دو نوک بال و یک چرخ در قسمت دم.
کا یک، اولین پرواز خود را در ۲۷ می ۱۹۱۰ انجام داد، اما این پرواز منجر به صدمه دیدن آن نیز شد.

## خصوصیات
- خدمه: یک نفر، خلبان
- ظرفیت: یک مسافر
- طول: ۹،۸۶ متر
- فاصله نوک دوبال از یکدیگر: ۱۰،۵۰ متر
- ارتفاع: ۳،۳۶ متر
- مساحت بال: ۳۸ متر مربع
- وزن خالص هواپیما (بدنه): ۵۵۰ کیلوگرم
- وزن کلی هواپیما: ۶۵۰ کیلوگرم
- موتور: ۱ موتور شعاعی میلر با قدرت ۲۲ اسب بخار
- بیشینه سرعت: ۸۰ کیلومتر بر ساعت